# Dusty Rhodes Tag Team Classic
Dusty Rhodes Tag Team Classic (в переводе с англ. — «Командная классика Дасти Роудса») — ежегодный командный турнир по рестлингу, проводимый американской компанией WWE на бренде NXT, который впервые был учрежден в 2015 году. В последующие годы в турнир также включались рестлеры из брендов NXT UK и 205 Live, которые являются дочерними или родственными брендами под вывеской NXT. Изначально турнир проводился только для мужчин, но в 2021 году была введена женская версия турнира, которая проводится одновременно с мужским турниром.
Турнир был учрежден после смерти рестлера Дасти Роудса, члена Зала славы WWE, который был создателем и главной звездой турниров «Кубок Крокетта» (англ. Crockett Cup) в National Wrestling Alliance (NWA) в середине-конце 1980-х годов, с которым сравнивали Dusty Rhodes Tag Team Classic. Имена победителей турнира вписываются в кубок (обычно называемый «Кубок Дасти»), который создан по образцу фирменных ботинок Роудса в ковбойском стиле.
С 2019 года победители турнира получают в матч за звание командного чемпиона NXT.

## Победители
| Шоу                         | Дата            | Город                  | Арена                      | Победители                                   |
| --------------------------- | --------------- | ---------------------- | -------------------------- | -------------------------------------------- |
| NXT TakeOver: Respect       | 7 октября 2015  | Уинтер-Парк, Флорида   | Университет Полных Парусов | Финн Балор и Самоа Джо                       |
| NXT TakeOver: Toronto       | 19 ноября 2016  | Торонто, Канада        | Эйр Канада Центр           | «Авторы боли» (Акам и Резар)                 |
| NXT TakeOver: New Orleans   | 7 апреля 2018   | Новый Орлеан, Луизиана | Smoothie King Center       | «Неоспоримая эра» (Адам Коул и Кайл О’Рейли) |
| NXT                         | 13 марта 2019   | Уинтер-Парк, Флорида   | Университет Полных Парусов | Алистер Блэк и Рикошет                       |
| NXT                         | 29 января 2020  | Уинтер-Парк, Флорида   | Университет Полных Парусов | The BroserWeights (Мэтт Риддл и Пит Данн)    |
| NXT TakeOver: Vengeance Day | 14 февраля 2021 | Орландо, Флорида       | WWE Performance Center     | MSK (Нэш Картер и Уэс Ли)                    |
| NXT TakeOver: Vengeance Day | 14 февраля 2021 | Орландо, Флорида       | WWE Performance Center     | Дакота Кай и Ракель Гонсалес                 |
| NXT Vengeance Day           | 15 февраля 2022 | Орландо, Флорида       | WWE Performance Center     | «Братья Крид» (Брутус Крид и Джулиус Крид)   |
| NXT                         | 22 марта 2022   | Орландо, Флорида       | WWE Performance Center     | Кэй Ли Рэй и Ио Сираи                        |
| NXT Vengeance Day           | 4 февраля 2024  | Кларксвилл, Теннесси   | F&M Bank Arena             | Барон Корбин и Брон Брейккер                 |